# Leonardo Padrón
Leonardo Padrón (Caracas, Venezuela, 12 de noviembre de 1959) es un escritor, poeta, guionista de cine y televisión. Su trayectoria abarca más de 20 títulos que destacan distintos géneros: de la poesía a la crónica, del ensayo al teatro, y de la literatura infantil al libro de entrevistas. 

## Inicios
Se gradúa de Licenciado en Letras en la Universidad Católica Andrés Bello en 1981. Inicia su escritura poética con un libro titulado La Orilla Encendida con el cual ganó el Premio de Poesía UCAB. Publica poemas y artículos de crítica literaria en El Papel Literario de El Nacional. En su último año de universidad, en paralelo con su trabajo literario, realiza un intensivo Taller de Cine en el Consejo Nacional de la Cultura, que definiría parte de su destino profesional. De allí será llamado a trabajar en RCTV como guionista del conocido programa A Puerta Cerrada y miembro del equipo de producción de un Magazine en vivo llamado Lo de Hoy. 
Perteneció al Grupo Guaire, movimiento poético de los años 80 en Venezuela, que hizo énfasis en una poesía urbana de tono conversacional, junto con Rafael Arráiz Lucca, Luis Pérez Oramas, Armando Coll y Nelson Rivera. Fue miembro del emblemático taller Calicanto, liderado por Antonia Palacios, donde se dieron cita al menos tres generaciones de autores e intelectuales de toda Latinoamérica. 

## Literatura
En 1990 publicaría su libro Crónicas de la Vigilia, premiado en el Concurso de Ensayo de Fundarte. Su experiencia como productor de TV se consolidará en programas como Síntesis (Canal 5), En Confianza (Canal 8) y un “late night show” llamado D´Noche (Venevisión). 
En 1993 publica Balada, un poemario de gran resonancia donde se asoman nítidamente los puntales temáticos de su obra: la ciudad y lo femenino. A lo largo de los años consolida una voz muy personal en sus siguientes libros de poesía: Tatuaje, Boulevard, El Amor Tóxico, Los Materiales Humanos, Métodos de la lluvia, conformando una obra poética que posee múltiples lectores y ya ha sido traducida y editada en otros países (Colombia, Argentina, Alemania, Austria, Bulgaria y Estados Unidos). 
Desde el año 2006 comenzó uno de sus proyectos más exitosos titulado "Los Imposibles", que tuvo versión radial y televisiva, y a la vez se convirtió en éxito editorial con 7 volúmenes. 
En el 2008 debuta como editor con una colección de la editorial Santillana llamada Llámalo amor si quieres, que sacude el mercado del libro en Venezuela con una venta superior a los 60.000 ejemplares. 
En el año 2012 irrumpe en la literatura infantil con La Jirafa y La Nube, iniciando una colección para Bid & Coeditor. 
En el 2013 publica su segundo libro de literatura infantil La niña que se aburría con todo, el cual reúne tres cuentos “La niña que se aburría con todo”, “La oscuridad que no asusta” y “La oveja que contaba hombres para dormirse”, donde la pluma poética del escritor lleva a los lectores por un camino onírico donde lo común da vueltas y toma formas inusitadas. Debido a su éxito, este libro se convirtió en texto obligado en el pénsum de estudio en diversos colegios de Venezuela. 
En el mismo año, el escritor publica su segundo libro de crónicas, Kilómetro Cero, que según palabras de Alberto Barrera Tyszka es «un libro singular, un mapa personal de vida, la crónica de una época cuyo palimpsesto es el país, el continente, los viajes, la literatura, la música…» 
En el año 2015 publica su tercer libro de crónicas Se Busca un País, una compilación de sus columnas publicadas en el diario El Nacional desde 2013 a 2015. 
En 2020 lanza Fuera de Serie, su primer proyecto en formato de audiolibro para Audible, la librería de audiolibros más grande del mundo, perteneciente a Amazon. Un proyecto que contiene una decena de testimonios de figuras de la música, la televisión, el periodismo, la literatura y el entretenimiento. 
En 2021 presenta su más reciente obra literaria Tiempos Feroces, que forma parte de la colección Crónica política de Kalathos Ediciones. Una obra que reúne sesenta crónicas y artículos que abordan diversas perspectivas de la situación venezolana. 
Tiempos Feroces fue presentado de manera exitosa en la Feria del Libro de Madrid durante dos años consecutivos (2022-2023). 
Una vez más Leonardo Padrón es invitado a participar en la Feria del Libro de Madrid, en su edición 2024, donde tuvo dos encuentros con sus lectores para firmar ejemplares de su libro Tiempos Feroces. 

### Poesía
| Año  | Libro                                     | Editorial                           |
| ---- | ----------------------------------------- | ----------------------------------- |
| 1983 | La Orilla Encendida                       | Pen Club de Escritores de Venezuela |
| 1993 | Balada                                    | Editorial Pomaire                   |
| 2000 | Tatuaje                                   | Grupo Editorial Eclepsidra          |
| 2002 | Boulevard                                 | Ediciones Casa de La Poesía         |
| 2005 | El Amor Tóxico                            | Bid & Coeditor                      |
| 2010 | Los Materiales Humanos: Antología Poética | Editorial Común Presencia           |
| 2011 | Métodos de la Lluvia                      | Bid & Coeditor                      |
| 2014 | Métodos de la Lluvia - Edición USA        | Sudaquia Editores                   |
| 2017 | Contracanto. Poesía reunida (1979 – 2011) | Editorial Planeta                   |

### Crónicas
| Año  | Libro                  | Editorial                        |
| ---- | ---------------------- | -------------------------------- |
| 1990 | Crónicas de la Vigilia | Academia Nacional de la Historia |
| 2013 | Kilómetro Cero         | Editorial Planeta                |
| 2015 | Se Busca un País       | Editorial Planeta                |
| 2021 | Tiempos Feroces        | Kálathos ediciones               |

### Los Imposibles
| Año  | Libro                                         | Editorial         |
| ---- | --------------------------------------------- | ----------------- |
| 2006 | Los Imposibles                                | Editorial Aguilar |
| 2007 | Los Imposibles 2                              | Editorial Aguilar |
| 2008 | Los Imposibles 3                              | Editorial Aguilar |
| 2008 | Los Imposibles (Especial. Edición colombiana) | Editorial Aguilar |
| 2009 | Los Imposibles 4                              | Editorial Aguilar |
| 2012 | Los Imposibles 5                              | Editorial Planeta |
| 2014 | Los Imposibles 6                              | Editorial Planeta |
| 2016 | Los Imposibles 7                              | Editorial Planeta |

### Literatura Infantil
| Año  | Libro                           | Editorial         |
| ---- | ------------------------------- | ----------------- |
| 2012 | La Jirafa y La Nube             | Bid & Coeditor    |
| 2013 | La niña que se aburría con todo | Editorial Planeta |

### Audiolibros
| Año  | Libro          | Editorial |
| ---- | -------------- | --------- |
| 2020 | Fuera de Serie | Audible   |

### Ediciones Colectivas
| Año  | Libro                                                                                      | Editorial                            |
| ---- | ------------------------------------------------------------------------------------------ | ------------------------------------ |
| 1992 | Yo, el otro. (Autobiografías apócrifas)                                                    | Alfadil Ediciones                    |
| 1994 | Juan Sánchez Peláez: Ante la Crítica                                                       | Monte Avila Editores Latinoamericana |
| 1997 | Frente al Espejo (Recital poético: Juan Calzadilla y Leonardo Padrón. Cuadernillo. No. 11) | Espacios Unión                       |
| 1998 | El Libro del Béisbol. Cien años de pelota en la literatura venezolana.                     | Edición Los Libros de El Nacional    |
| 1999 | Caracas en 20 afectos (Compilador: Tulio Hernández)                                        | Ediciones Museo Jacobo Borges        |
| 2012 | Por estos pasillos de RCTV                                                                 | Los libros de El Nacional            |
| 2015 | Fervor de Caracas                                                                          | Fundavag ediciones                   |
| 2015 | El Ávila en la mirada de todos                                                             | Playco Editores                      |
| 2016 | 70 años de Crónicas en Venezuela. Vol 2.                                                   | Cyngular                             |

## Televisión y Radio
Sus historias para televisión han sido ampliamente premiadas y vendidas a variadas latitudes en todo el mundo, lo cual lo ha convertido, hoy por hoy, en el escritor más exitoso de la televisión venezolana. 
En 1990 aterriza en el mundo de la escritura televisiva de la mano de Salvador Garmendia en Amanda Sabater, para inmediatamente iniciar su carrera autoral con distintos largometrajes para televisión (La Madame,  El Venerable, Cuerpos Clandestinos, Luna de Sangre, Orinoco). A su vez, se dedica al mundo académico y a impartir talleres literarios en la UCAB. 
En el mundo de la televisión ha escrito novelas como Gardenia, Amores de Fin de Siglo, Contra Viento y Marea, El País de las Mujeres, Amantes de Luna Llena, Aguamarina, Cosita Rica, La Vida Entera, La Mujer Perfecta, Amar a Muerte, Rubí (la serie) para distintos canales nacionales e internacionales: Venevisión, TV Azteca, Telemundo, Univision, Televisa y Venevisión Internacional. Su más reciente novela fue Si nos dejan, escrita para Televisa México (2020-2021). 
En el año 2005 incursiona en la radio con un proyecto de notable impacto llamado Los Imposibles (entrevistas a grandes personalidades de la cultura hispana: músicos, escritores, políticos, artistas plásticos, actores, deportistas) del cual se han realizado ya ocho temporadas y siete ediciones en libro (con numerosas reimpresiones). Los Imposibles fue transmitida también en canales de televisión como Venevisión y IVC. Inspirado en el éxito de su programa radial recorrió distintas universidades, teatros y salas del país con un espectáculo llamado Lo Mejor de Los Imposibles. 
A partir de 2018 el escritor establece su carrera como escritor de TV en México y Estados Unidos. Ese año lleva a las pantallas de Televisa y Univisión la telenovela Amar a muerte, basada en una historia del escritor colombiano Julio Jiménez. La novela, desde el primer día, se convierte en un éxito instantáneo. 
Amar a muerte fue la novela más premiada en la Edición 37 de los Premios TV y Novelas de México, llevándose 14 galardones, entre ellos: Mejor Telenovela, Mejor Guion o adaptación, Mejor Actriz, Mejor Actor y Mejor Tema Musical. 
Asimismo, la telenovela culminó en Estados Unidos con un total de 2.3 millones de espectadores, convirtiéndose en la producción de Univisión más vista superando a su competencia. 
En México se replicó el éxito. Y la historia comenzó a viajar por distintos países del mundo. 
En el año 2020, Leonardo Padrón revive uno de los grandes clásicos de la novela mexicana: Rubí, en una adaptación en formato de serie, con 26 capítulos, transmitida por Televisa y Univisión. En su estreno en los Estados Unidos se posicionó como el mejor debut de una ficción emitida en Univisión a las 10pm/9c desde 2017. 
Una nueva incursión en el mundo de la TV es Si nos dejan en el año 2021 , la historia en la que trabaja desde el año 2020, nuevamente para Univisión USA y Televisa. Es una adaptación de la célebre telenovela colombiana “Señora Isabel”, original de Bernardo Romero y Mónica Agudelo. Esta historia se convirtió en un nuevo éxito de sintonía en todos los países donde fue transmitida.

## Streaming
Durante el 2021, Leonardo Padrón es convocado por Netflix, la plataforma de streaming más popular del mundo, a escribir una historia original para ellos. 
Bajo esta unión el escritor presenta ante el mundo Pálpito, una serie definida por él mismo como un drama en clave de thriller. 
La historia que explora el submundo del tráfico de órganos se convierte en la producción de habla no inglesa más vista a nivel mundial con 68 millones de horas vistas apenas en su primera semana de transmisión. 
Debido al éxito alcanzado, Netflix aprueba la realización de la segunda temporada de Pálpito, y le ofrece un contrato de exclusividad por tres años. 
En paralelo a la escritura de Netflix, Leonardo Padrón escribió tres temporadas de una serie llamada La Mujer del Diablo, producidas por W Studios para Televisa Univisión, y lanzadas a través de ViXPlus como estreno de la plataforma streaming. 
Este mismo año, Leonardo Padrón es galardonado en los Premios PRODU, evento que premia a la producción audiovisual de habla hispana. El contundente éxito mundial que tuvo Pálpito desde su estreno, le ha brindado la oportunidad de ser reconocida como ‘Mejor Serie Dramática’, y al escritor como ‘Mejor Guionista para Superserie y Telenovela’ y un premio especial como ‘Pilar de la Industria’. 
El año 2023 conquista 10 nominaciones a los Premios India Catalina en las categorías: Mejor Ficción, Mejor Guion, Mejor Dirección, Mejor Actriz y Actor Protagónicos, Mejor Actriz y Actor de Reparto, Mejor Dirección de Fotografía, Mejor Dirección de Arte y Mejor Edición. 
Posteriormente obtiene una nominación a los Premios Platino en el renglón de ‘Mejor creador de miniserie o teleserie cinematográfica‘ por Pálpito. 
En abril de este mismo año Netflix estrena la Segunda Temporada de Pálpito, situándose como la serie número uno de habla no inglesa entre las producidas por la poderosa plataforma de streaming, acumulando en su primera semana 52 millones 310 mil horas vistas en 64 países. 
En agosto Pálpito es nominada como Serie del Año en los Premios Rolling Stone En Español. La premiación se llevará a cabo el próximo 26 de octubre de 2023 en la ciudad de Miami. 
A finales de ese mes se celebró en la ciudad de Miami el aniversario número 31 del periódico El Venezolano, evento en el que la directiva premió a comunicadores sociales, empresarios y entregó un galardón especial al escritor y poeta Leonardo Padrón con el Premio Guillermo “Fantástico” González en su primera edición. 
En septiembre Pálpito 2 es nominada en 4 categorías de los Premios Produ 2023, como: Mejor Serie Dramática, Mejor Actriz Principal – Serie y Miniserie Dramática, Mejor Actor Principal – Serie y Miniserie Dramática y Mejor Apertura/ Cabezote de programa. 
En noviembre es elegido por CVeintuno como una de las 100 figuras iberoamericanas -entre creadores y ejecutivos- que impulsan hacia adelante la industria y el oficio de contar historias. 
El 30 de noviembre, Leonardo Padrón es convocado por la Casa Blanca, junto a otros 79 ejemplares venezolanos, a un evento llamado “Día de Venezuela en la Casa Blanca”, celebrado en la sede del gobierno, para ser homenajeados por sus contribuciones a la nación. 
En julio de 2024, Netflix presentó el tráiler de Accidente, la nueva serie escrita por Leonardo Padrón. La trama está repleta de giros inesperados, desencadenados por un evento trágico que transformará la vida de tres familias. El elenco destacado promete una experiencia cautivadora. La serie se estrenará globalmente en Netflix el 21 de agosto. 

## Obras

### Series
| Año  | Serie                              | Protagonistas | Plataforma |
| ---- | ---------------------------------- | --- | ---------- |
| 2022 | Pálpito - Primera Temporada        | Ana Lucía Domínguez y Michel Brown | Netflix    |
| 2022 | La Mujer del Diablo (3 temporadas) | Carolina Miranda y José Ron | Vix        |
| 2023 | Pálpito - Segunda Temporada        | Ana Lucía Domínguez y Michel Brown | Netflix    |
| 2024 | Accidente                          | Ana Claudia Talancón, Sebastián Martinez, Alberto Guerra, Eréndida Ibarra, Regina Blandón, Erik Hayser, Macarena García y Erick Elías. | Netflix    |

### Telenovelas
| Año       | Novela                 | Protagonistas                                     | Medio               |
| --------- | ---------------------- | ------------------------------------------------- | ------------------- |
| 1990      | Gardenia               | Orlando Urdaneta y Caridad Canelón                | RCTV                |
| 1995      | Amores de Fin de Siglo | Maricarmen Regueiro y Flavio Caballero            | RCTV                |
| 1997      | Aguamarina             | Ruddy Rodríguez y Leonardo García                 | Telemundo           |
| 1997      | Contra Viento y Marea  | Ana Karina Manco y Guillermo Dávila               | Venevisión          |
| 1998-1999 | El país de las mujeres | Ana Karina Manco y Víctor Cámara                  | Venevisión          |
| 2000-2001 | Amantes de Luna Llena  | Ruddy Rodríguez y Diego Bertie                    | Venevisión          |
| 2003-2004 | Cosita Rica            | Fabiola Colmenares y Rafael Novoa                 | Venevisión          |
| 2006-2007 | Ciudad Bendita         | Marisa Román y Roque Valero                       | Venevisión          |
| 2009      | La Vida Entera         | Anastasia Mazzone y Jorge Reyes                   | Venevisión          |
| 2010-2011 | La Mujer Perfecta      | Mónica Spear y Ricardo Álamo                      | Venevisión          |
| 2018-2019 | Amar a Muerte          | Angelique Boyer y Michel Brown                    | Televisa/ Univision |
| 2020      | Rubí                   | Camila Sodi, José Ron y Rodrigo Guirao            | Televisa/ Univision |
| 2021      | Si nos Dejan           | Mayrín Villanueva, Marcus Ornellas y Alexis Ayala | Televisa/ Univision |

### Películas
| Año  | Película                                      | Director                   |
| ---- | --------------------------------------------- | -------------------------- |
|      | Lluvia                                        | Guion inédito              |
|      | Aguasangre                                    | Adaptación cinematográfica |
| 1997 | La Primera Vez                                | Luis Alberto Lamata        |
| 2000 | Manuela Sáenz, La Libertadora del Libertador, | Diego Risquez              |
| 2005 | Francisco de Miranda                          | Diego Risquez              |

### Teatro
| Año       | Obra                | Tipo    | Director    |
| --------- | ------------------- | ------- | ----------- |
| 2016-2019 | Piaf, Voz y Delirio | Musical | Miguel Issa |

### Unitarios o Largometrajes para TV
| Unitario/ Largometraje | Medio |
| ---------------------- | ----- |
| Orinoco                | RCTV  |
| Luna de Sangre         | RCTV  |
| El Venerable           | RCTV  |
| Cuerpos Clandestinos   | RCTV  |
| La Madame              | RCTV  |

### Documentales para TV
| Documental              | Medio               |
| ----------------------- | ------------------- |
| Coro                    | Televisora Nacional |
| Manos y Tierras de Lara | Televisora Nacional |
| Volantines              | Televisora Nacional |
| Huayra                  | Televisora Nacional |
| El Santo Negro          | Televisora Nacional |
| Ángeles Desterrados     | Televisora Nacional |

### Otros trabajos realizados en TV
| Proyecto            | Trabajo                        | Medio               |
| ------------------- | ------------------------------ | ------------------- |
| En Confianza        | Escritor y Coproductor         | VTV                 |
| A Puerta Cerrada    | Escritor y Productor Asistente | RCTV                |
| Magazine: Lo de Hoy | Escritor y Productor Asistente | RCTV                |
| D' Noche            | Escritor                       | Venevisión          |
| Síntesis            | Escritor                       | Televisora Nacional |

### Programa de entrevistas para TV
| Año  | Proyecto       | Medio      |
| ---- | -------------- | ---------- |
| 2009 | Los Imposibles | Venevisión |
| 2016 | Los Imposibles | IVC        |

## Espectáculos en Vivo
| Año  | Montaje                    | Descripción |
| ---- | -------------------------- | --- |
| 2012 | El Debate                  | Sátira política donde comparte tarima con los principales humoristas del país. |
| 2013 | El Desconcierto            | Puesta en escena que mezcla sabiamente el canto, la poesía y la música; junto con Mariaca Semprún y Aquiles Báez. |
| 2013 | Ese Humor que es el Amor   | Tania Sarabia, Claudio Nazoa y Leonardo Padrón tratan de encontrarle explicación a "ese sentimiento que todos los seres humanos experimentan desde la infancia: los novios de antes, las mascotas, los cachos, el divorcio y hasta la repartición de bienes". |
| 2014 | Lo Mejor de los Imposibles | La presentación consta de varios segmentos de Los Imposibles donde se exponen diversas anécdotas del programa, todo desde una óptica celebratoria, humana, sensible y de gran disfrute para el público.                                                       |
| 2015 | Se Busca un País           | Presentación que recorre las crónicas de su libro "Se Busca un País". Una reflexión sobre las tribulaciones del presente y las posibilidades del futuro. |
| 2015 | El Club de los Porfiaos    | Un espectáculo de César Miguel Rondón quien, junto a Leonardo Padrón, invita al espectador a viajar por los territorios del despecho y el amor, del desarraigo, del miedo y el valor, de la amistad y la certeza.                                             |
| 2015 | Pero tenemos Tania         | Un homenaje en vida por los 40 años de trayectoria profesional de Tania Sarabia, conducido por Leonardo Padrón y Claudio Nazoa, entrañables amigos de la artista que ha cautivado los corazones de los venezolanos.                                           |
| 2016 | La Casa Grande             | Un espectáculo que propone una lectura del país desde sus zonas luminosas, en tiempos donde todos los discursos públicos apuntan a subrayar la crisis y lo oscuro del porvenir.                                                                               |

## Premios
| Año  | Premio                                                 | Proyecto                                     | Categorías                                       | Logro    |
| ---- | ------------------------------------------------------ | -------------------------------------------- | ------------------------------------------------ | -------- |
| 2024 | Platino                                                | Pálpito 2                                    | Mejor Creador de Serie                           | Nominado |
| 2024 | Platino                                                | Pálpito 2                                    | Mejor Miniserie o Teleserie Cinematográfica      | Nominado |
| 2023 | Chip TV                                                | Pálpito                                      | Libretista Favorito de Telenovela o Serie        | Nominado |
| 2023 | Chip TV                                                | Pálpito                                      | Mejor Telenovela o Serie Favorita                | Nominado |
| 2023 | Tacarigua de Oro                                       |                                              | Productor y Dramaturgo del Año                   | Ganado   |
| 2023 | PRODU                                                  | Pálpito                                      | Mejor Serie Dramática                            | Nominado |
| 2023 | Guillermo "Fantástico" González                        |                                              | Galardón especial                                | Ganado   |
| 2023 | Rolling Stone En Español                               | Pálpito                                      | Serie del Año                                    | Nominado |
| 2023 | Platino                                                | Pálpito                                      | Creador de Miniserie o Teleserie Cinematográfica | Nominado |
| 2023 | India Catalina                                         | Pálpito                                      | Mejor Guion de Serie                             | Nominado |
| 2022 | PRODU                                                  |                                              | Pilar de la Industria                            | Ganado   |
| 2022 | PRODU                                                  | Pálpito                                      | Mejor Guion para Superie o Telenovela            | Ganado   |
| 2022 | PRODU                                                  | Pálpito                                      | Mejor Serie Dramática                            | Ganado   |
| 2019 | TVyNovelas                                             | Amar a Muerte                                | Mejor Telenovela                                 | Ganado   |
| 2019 | TVyNovelas                                             | Amar a Muerte                                | Mejor Guion o Adaptación                         | Ganado   |
| 2011 | Rockie (Festival Mundial de Medios)                    | Evaluna                                      | Mejor Telenovela                                 | Ganado   |
| 2011 | CECODAP                                                | La Mujer Perfecta                            | Escritor del Año                                 | Ganado   |
| 2009 | Mara de Oro                                            | La Vida Entera                               | Escritor del Año                                 | Ganado   |
| 2007 | Mara de Oro                                            | Ciudad Bendita                               | Telenovela del Año                               | Ganado   |
| 2007 | Gran Águila de Venezuela                               | Ciudad Bendita                               | Telenovela del Año                               | Ganado   |
| 2007 | Gran Águila de Venezuela                               | Ciudad Bendita                               | Escritor del Año                                 | Ganado   |
| 2007 | El Universo del Espectáculo                            | Ciudad Bendita                               | Telenovela del Año                               | Ganado   |
| 2007 | El Universo del Espectáculo                            | Ciudad Bendita                               | Escritor del Año                                 | Ganado   |
| 2007 | Sol Dorado                                             | Ciudad Bendita                               | Telenovela más Popular del Año                   | Ganado   |
| 2004 | Cacique de Oro                                         | Cosita Rica                                  | Telenovela del Año                               | Ganado   |
| 2004 | Cacique de Oro                                         | Cosita Rica                                  | Escritor del Año                                 | Ganado   |
| 2004 | Mara de Platino                                        | Cosita Rica                                  | Telenovela del Año                               | Ganado   |
| 2001 | Cacique de Oro                                         | Amantes de Luna Llena                        | Escritor del Año                                 | Ganado   |
| 2001 | Cacique de Oro                                         | Amantes de Luna Llena                        | Telenovela del Año                               | Ganado   |
| 2001 | Hora Especial                                          | Amantes de Luna Llena                        | Escritor del Año                                 | Ganado   |
| 2001 | Hora Especial                                          | Amantes de Luna Llena                        | Telenovela del Año                               | Ganado   |
| 2000 | ANAC (Asociación Nacional de Autores Cinematográficos) | Manuela Sáenz, La Libertadora del Libertador | Mejor Guion                                      | Ganado   |
| 2000 | Municipal de Cine                                      | Manuela Sáenz, La Libertadora del Libertador | Mejor Guion                                      | Ganado   |
|      | 1er. Concurso Nacional de Guiones Cinematográficos     | Manuela Sáenz, La Libertadora del Libertador | Mención Honor                                    | Ganado   |
| 1998 | Casa del Artista                                       | El País de las Mujeres                       | Escritor del Año                                 | Ganado   |
| 1998 | Mara de Oro                                            | El País de las Mujeres                       | Telenovela del Año                               | Ganado   |
| 1998 | Tiuna de Oro                                           | El País de las Mujeres                       | Telenovela del Año                               | Ganado   |
| 1997 | Casa del Artista                                       | Contra Viento y Marea                        | Mejor Escritor de Televisión                     | Ganado   |
| 1997 | Cacique de Oro                                         | Contra Viento y Marea                        | Mejor Escritor de Televisión                     | Ganado   |
| 1997 | Cacique de Oro                                         | Contra Viento y Marea                        | Mejor Telenovela del Año                         | Ganado   |
| 1997 | Mara de Oro                                            | Contra Viento y Marea                        | Mejor Telenovela del Año                         | Ganado   |
| 1997 | Tiuna de Oro                                           | Contra Viento y Marea                        | Mejor Telenovela del Año                         | Ganado   |
| 1995 | Casa del Artista                                       | Amores de Fin de Siglo                       | Novela del Año                                   | Nominado |
| 1995 | Casa del Artista                                       | Amores de Fin de Siglo                       | Escritor del Año                                 | Nominado |
| 1995 | Venus de la Prensa                                     | Amores de Fin de Siglo                       | Escritor del Año                                 | Nominado |
| 1992 | Meridiano de Oro                                       | La Madame                                    | Unitario de TV del Año                           | Ganado   |
| 1992 | Venus de la Prensa                                     | Cuerpos Clandestinos                         | Programa de TV del Año                           | Ganado   |
| 1992 | Meridiano de Oro                                       | Cuerpos Clandestinos                         | Unitario de TV del Año                           | Nominado |
| 1990 | Venus de la Prensa                                     | Gardenia                                     | Mejor Escritor del Año                           | Nominado |
| 1990 | Mara de Oro                                            | Gardenia                                     | Escritor del Año                                 | Nominado |
| 1990 | Fundarte de Ensayo                                     | Crónicas de la Vigilia                       | Mención de Honor                                 | Ganado   |
| 1985 | Poesía UCAB                                            | La Orilla Encendida                          |                                                  | Ganado   |

## Experiencia Docente
- Profesor Universitario en la Escuela de Letras y en la Escuela de Comunicación Social de la Universidad Católica Andrés Bello (1984-86)
- Escritor invitado a la Universidad de Salamanca, España para dictar un ciclo de charlas sobre: La telenovela latinoamericana.
- Taller de expresión literaria. 17 y 18 de mayo de 1990. Caracas – Venezuela.
- Director del Taller de Poesía de la Universidad Católica Andrés Bello. Escuela de Letras y Escuela de Comunicación Social. (1993-1994)
- Director del Taller de Poesía del Museo de Bellas Artes.(1993-1994)
- Instructor del curso «Teoría Técnica y práctica de la Telenovela«, dictado junto a José Ignacio Cabrujas en el Instituto de Creatividad y Comunicación (ICREA). 1992.
- Instructor del curso «Unitarios para Televisión», dictado junto a César Miguel Rondón en ICREA. 1993.
- 2do Taller Estudio de Televisión. 18 de febrero de 1995. Carabobo – Venezuela.
- Instructor del taller de guiones para televisión dictado en la Escuela de Cine de la Universidad de Los Andes. 1999.

## Vida personal
En 2001 nacen sus dos hijos mellizos, Constanza y Santiago, producto de su primer matrimonio. 
En enero de 2021, tras 11 años de relación, contrae matrimonio por civil con la actriz y cantante venezolana Mariaca Semprún.